# Кентаки (језеро)
Кентаки (енгл. Kentucky Lake) је вештачко језеро у Сједињеним Америчким Државама. Налази се на територији америчких савезних држава Кентаки и Тенеси. Површина језера износи 647 km².